# Pieter Claeissins de Oudere

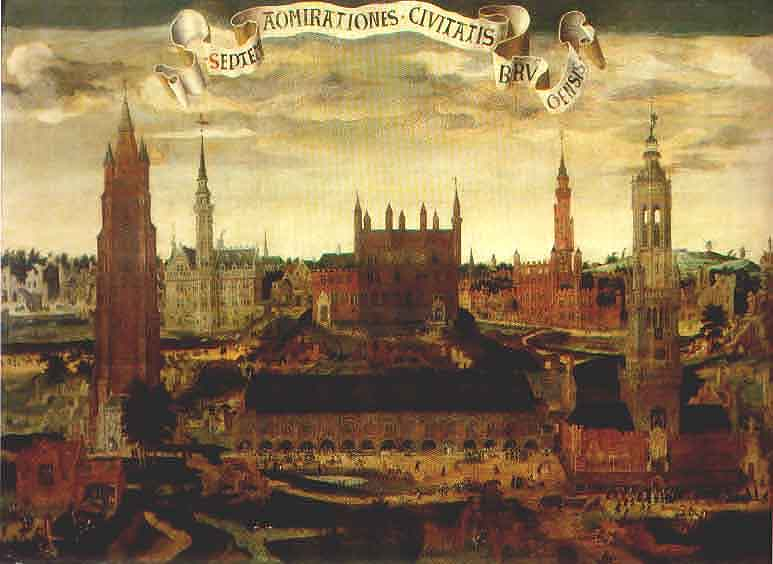
De Zeven wonderen van Brugge

Pieter Claeissins, genaamd de Oude (Brugge, 1500 - 1576) was een Brugse kunstschilder en miniaturist.

## Levensloop
Pieter Claeissins behoorde tot de Brugse kunstenaarsfamilie Claeissins. Hij ging in de leer bij Adriaan Becaert en werd in 1530 aanvaard als meester-schilder in het ambacht van de schilders. Later, in 1572-73 was hij deken van dit ambacht.
Vanaf 1544 was hij ook lid van de gilde van de boekverluchters of miniaturisten.
Hij was de vader van de kunstschilders Antoon Claeissens, Gillis Claeissins en Pieter Claeissins de Jonge. Pieter Claeissins werd beïnvloed door Pieter Pourbus en bleef trouw aan de Brugse schildersschool, hoewel ook al italianiserende elementen in zijn werk aanwezig waren.

## Werk
- In 1560 portretteerde Claissens zichzelf. Het werk bevindt zich in het Nationaal Museum van Oslo.
- Salamancatriptiek (1567), wordt bewaard in het Groeningemuseum. Het centraal gedeelte van de Francisco de Salamancatriptiek is opnieuw verenigd met de zijpanelen die eerder bewaard werden in het Museum van de Potterie in Brugge.
- Verrijzenis, hoofdaltaarstuk in de Sint-Salvatorskerk (1573). Geplaatst op het hoofdaltaar, beschadigd door de Beeldenstorm, gerestaureerd in 1586 door Pieter Claeissins de Jonge.
- De Zeven wonderen van Brugge, belangrijk werk dat dateert uit 1550 en dat nogal algemeen aan Pieter Claeissins de Oudere wordt toegeschreven.